# تپه ملا بابا
تپه ملا بابا مربوط به سده‌های میانه دوران‌های تاریخی پس از اسلام است و در شهرستان جاجرم، بخش مرکزی، ۸ کیلومتری شرق جاجرم واقع شده و این اثر در تاریخ ۷ اسفند ۱۳۸۶ با شمارهٔ ثبت ۲۱۳۰۱ به‌عنوان یکی از آثار ملی ایران به ثبت رسیده است.